# Shoreham-by-Sea
Shoreham-by-Sea is een plaats in het bestuurlijke gebied Adur, in het Engelse graafschap West Sussex. 

## Geboren
- James Francis Stephens (1792-1852), zoöloog
- Charles Bennett (1899-1995), toneelschrijver en scenarist (Hitchcock)

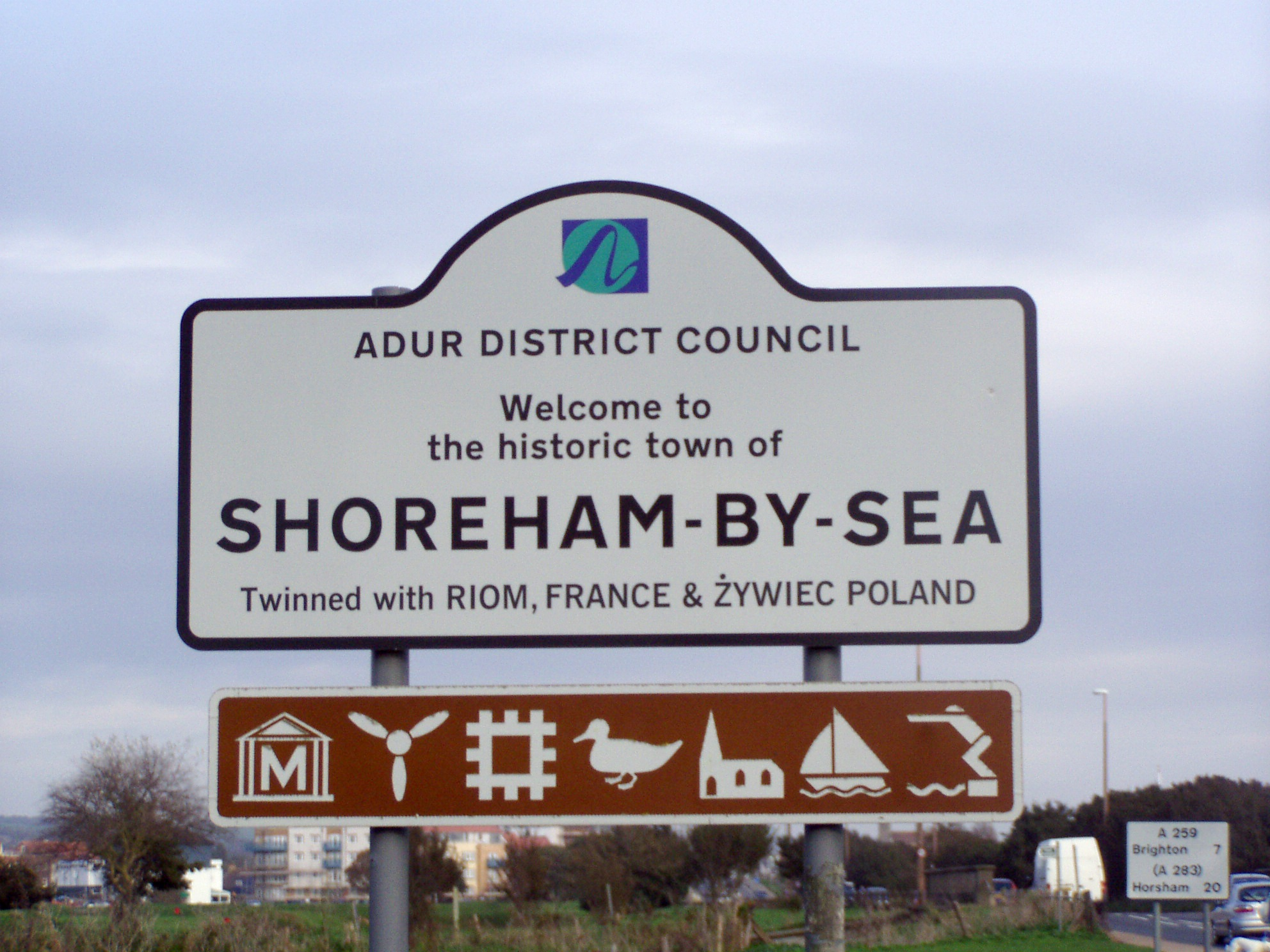
Welkomstbord

- David Ryall (1935-2018), acteur
- Leo Sayer (1948), zanger
- Gemma Spofforth (1987), zwemster